# Martin Busemann
Martin Busemann ist ein ehemaliger deutscher Basketballspieler.

## Laufbahn
Busemann stand ab dem Spieljahr 1973/74 im Bundesliga-Aufgebot des SSV Hagen und trug in seinem ersten Bundesliga-Jahr zum Gewinn des Meistertitels bei. 1975 errang er mit Hagen den Sieg im DBB-Pokal. Zudem verbuchte er Einsätze im Europapokal. Busemann zählte bis 1977 zum Hagener Bundesliga-Kader.

### Nationalmannschaft
1973 nahm Busemann mit der bundesdeutschen Kadettennationalmannschaft und 1974 mit der Juniorennationalmannschaft an Europameisterschaftsendrunden teil.